# Социалистическа партия Ата-мекен
Социалистическа партия Ата-мекен е социалистическа политическа партия в Киргизстан. Партията е основана през 1992 година и е оглавявана от Омурбек Текебаев. На изборите през 2015 година получава 7% от гласовете и 11 от 120 места в парламента.
Въпреки социалистическата си идеология, партията е считана за сравнително либерална и с прозападни възгледи. Има статут на наблюдател в Социалистическия интернационал.